# Galina Ustvólskaya
Galina Ivánovna Ustvólskaya (en ruso: Гали́на Ива́новна Уство́льская, Galina Ivánovna Ustvól'skaya Petrogrado, 17 de junio de 1919 — San Petersburgo, 22 de diciembre de 2006) fue una compositora rusa de música clásica.

## Biografía
Galina estudió desde 1937 hasta 1947 en la universidad asociada al Conservatorio de San Petersburgo. Seguidamente se hizo estudiante de posgrado y pasó a enseñar composición en la universidad. Su profesor de composición, Dmitri Shostakóvich, que rara vez felicitaba a sus estudiantes, dijo de ella: "Estoy convencido de que la música de Galina Ustvólskaya conseguirá renombre mundial, y será valorada por todos aquellos que perciben que la verdad en la música tiene importancia de primer orden."
En distintas ocasiones Shostakóvich la apoyó en la Unión de compositores soviéticos, en oposición a sus colegas. Le envió a ella algunos de sus trabajos propios y otros inacabados, dándole gran valor a los comentarios que ella hiciese. Algunas de estas piezas contienen incluso citas extraídas de las composiciones de su pupila; por ejemplo, empleó el segundo tema del Finale del Trío de clarinete de Ustvólskaya a lo largo de su 5.º Cuarteto de cuerdas y en su Suite Michelangelo n.º 9. La relación artística e íntimamente espiritual entre ambos ha sido comparada con aquella que sostuvieron Schoenberg y Webern.
Fue pupila de Shostakóvich entre 1939 y 1947, pero sin embargo retuvo muy poca influencia de su estilo a partir de los años cincuenta. Como modernista que era, realizó pocas presentaciones públicas; hasta 1968 ninguna de sus obras, aparte de las piezas patrióticas escritas para uso oficial, había sido interpretada. Hasta la caída de la unión soviética, sólo la Sonata para violín de 1952 ha sido tocada con cierta frecuencia, pero desde entonces su música se ha visto programada con cada vez mayor regularidad en repertorios de occidente.

## Estilo
Ustvólskaya desarrolló un estilo propio muy personal, del que dijo: "No hay el menor vínculo entre mi música y la de cualquier otro compositor, vivo o muerto". Entre las características de su estilo están: el uso de repetidos bloques de sonidos homofónicos, lo cual indujo al crítico danés Elmer Schönberger a apodarla "la dama con el martillo"; inusuales combinaciones de instrumentos (por ejemplo ocho contrabajos, piano y percusión para la Composición N.º 2); uso considerable de dinámicas extremas (como en su Sonata para piano N.º 6); empleo de grupos de instrumentos con el propósito de introducir clusters, y el uso de piano o percusión para desarmar ritmos inmutables regulares (todos los trabajos atribuidos a ella usan piano o percusión, y muchos, ambos).
Su música no fue "vanguardista" en el sentido comúnmente aceptado de la palabra, y por esta razón no fue abiertamente censurada en la Unión Soviética. Sin embargo, fue acusada de no querer comunicarse y de "estrechez" y "obstinación". Solo en los últimos tiempos sus críticos han comenzado a entender que estas supuestas deficiencias eran en realidad las cualidades distinguibles de su música. El compositor Boris Tishchenko ha comparado la "estrechez" de su estilo con la luz concentrada de un rayo láser capaz de perforar metal.
Sus trabajos de los años cuarenta y cincuenta suenan a veces como si hubieran sido compuestos hoy. Su idealismo específico era mantenido por una determinación casi fanática, esto debe interpretarse no sólo como un rasgo típicamente ruso, sino además -en palabras de Dostoievsky- como un rasgo "San Peterburgués". Shostakóvich escribió a Ustvólskaya: "No eres tú quien es influenciada por mí; más bien, soy yo quien soy influenciado por ti".
Todas las obras de Ustvólskaya son de gran envergadura en la intención, sin importar cuánto duren o cuántos músicos se vean involucrados. Su música está basada fundamentalmente en conceptos de tensión y densidad.

## Citas
Es difícil hablar sobre la música de uno... mi habilidad para componer música desafortunadamente no coincide con mi habilidad para escribir sobre ella. Existe, a propósito, un punto de vista comúnmente sostenido que dice que ambas (habilidades) se excluyen mutuamente...

Todos aquellos que realmente amen mi música deberán abstenerse de someterla a análisis teórico...

Mis obras no son, es verdad, religiosas en un sentido litúrgico, pero están imbuidas de un espíritu religioso, y a como yo lo veo son más aptas para ser interpretadas en una iglesia, sin introducciones de expertos ni análisis. En la sala de conciertos, eso es, en los alrededores "seculares", la música suena diferente...

Con respecto al «Festival de Música de Mujeres compositoras» me gustaría decir lo siguiente: ¿Realmente puede hacerse una distinción entre música escrita por hombres y música escrita por mujeres? Si ahora tenemos «Festivales de Música de Mujeres compositoras», ¿no sería correcto tener «Festivales de Música de Hombres compositores»? Soy de la opinión de que no debería permitirse que tal división persista. Sólo deberíamos tocar música que es genuina y fuerte. Si somos honrados en eso, una interpretación en un concierto de mujeres compositoras es una humillación para la música. Espero sinceramente que mis comentarios no ofendan a nadie —lo que digo sale de mi más recóndito ser...
Galina Ustvolskaya

## Catálogo de obras
| Año     | Obra | Tipo de obra                              | Duración |
| ------- | --- | ----------------------------------------- | -------- |
| 1945    | String Quartet. | Música de cámara (cuarteto)               | -        |
| 1946    | Concerto para piano, string orquesta and timpani. | Música orquestal (concierto)              | 20:00    |
| 1946    | Sonata para cello. | Música solista (violonchelo)              |          |
| 1947    | Sonata para piano n.º 1. | Música solista (piano)                    | 10:00    |
| 1947    | Sonata para violín y piano (1947). | Música instrumental (violín y piano)      | -        |
| 1947    | Sonatina, violín y piano. | Música instrumental (violín y piano)      | -        |
| 1948    | Suite No.1, orquesta. | Música orquestal                          | -        |
| 1948    | The Dream of Stepan Razin, Bylina on folkloristic texts, para bass and orquesta.                                                                             | Música vocal (orquesta)                   | 20:00    |
| 1949    | Sonata para piano n.º 2. | Música solista (piano)                    | 12:00    |
| 1949    | Trío para violín, clarinete y piano. | Música instrumental (trío)                | 15:00    |
| 1949/50 | Octeto, para dos oboes, cuatro violines, timpani y piano. | Música instrumental (conjunto)            | 18:00    |
| 1950    | Hail Youth! (Texto de Lebedev-Kumach), canción para coro y orquesta.                                                                                         | Música coral (orquesta)                   | -        |
| 1950    | Young Pioneers, suite para orquesta. | Música orquestal                          | -        |
| 1950    | Suite No.2, para orquesta. | Música orquestal                          | -        |
| 1951    | Suite No.3, para orquesta. | Música orquestal                          |          |
| 1951    | Música para la película Boldinsky Autumn, para orquesta. | Música de película                        | -        |
| 1951    | Symphonietta, para orquesta. | Música orquestal (sinfonía)               | -        |
| 1952    | Música para la película Mordvin Autonomous Soviet Socialist Republic.                                                                                        | Música de película                        | -        |
| 1952    | Children, Suite para orquesta. | Música orquestal                          | -        |
| 1952    | Man From A High Hill (Texto de Gleisarov), canción coral para solistas, coro y orquesta.                                                                     | Música coral (orquesta)                   | -        |
| 1952    | Dawn over the Homeland (Texto de Gleisarov), canción coral para coro de niños y orquesta.                                                                    | Música coral (orquesta)                   | -        |
| 1952    | Sonata para violín y piano (1952). | Música instrumental (violín y piano)      | 20:00    |
| 1952    | Sonata para piano n.º 3. | Música solista (piano)                    | 20:00    |
| 1953    | 12 Preludios, para piano. | Música solista (piano)                    | 18:00    |
| 1953    | Sonatina, piano. | Música solista (piano)                    | -        |
| 1954    | Música para la película Gogol. | Música de película                        | -        |
| 1955    | Sinfonía n.º 1, para orquesta sinfónica y dos voces de niños en tres movimientos.                                                                            | Música orquestal (sinfonía)               | 30:00    |
| 1955-59 | Suite para orquesta. | Música orquestal                          | 21:00    |
| 1957    | Sonata para piano n.º 4. | Música solista (piano)                    | 11:00    |
| 1958    | Poema sinfónico n.º 1, Lights of the Steppes, para orquesta.                                                                                                 | Música orquestal                          | 25:00    |
| 1958    | Sport, Suite para orquesta. | Música orquestal                          | -        |
| 1959    | Poema sinfónico n.º 2, The Exploit of the Hero. | Música orquestal                          | 12:00    |
| 1959    | Gran Duet, para cello and piano. | Música instrumental (violonchelo y piano) | 26:00    |
| 1961    | Song of Praise, canción coral. | Música coral                              | -        |
| 1964    | Dueto, para violín y piano. | Música instrumental (violín y piano)      | 25:00    |
| 1970/71 | Composition No. 1, Dona Nobis Pacem, para piccolo, tuba y piano.                                                                                             | Música instrumental (trío)                | 16:00    |
| 1972/73 | Composition No. 2, Dies Irae, para 8 double-basses, cube and piano".                                                                                         | Música instrumental (conjunto)            | 20:00    |
| 1974/75 | Composition No. 3, Benedictus, Qui venit, para 4 flautas, 4 fagots y piano.                                                                                  | Música instrumental (conjunto)            | 07:00    |
| 1974/75 | I am almost sure, when your nurse will change your diapers (para Artur Rodzinsky en el nacimiento de su hijo Richard) (Bärenreiter XXVIII), canon a 4 voces. | Música instrumental (conjunto)            | 12:00    |
| 1979    | Sinfonía n.º 2, True and Eternal Bliss, para orquesta and solo voice.                                                                                        | Música orquestal (sinfonía)               | 20:00    |
| 1983    | Sinfonía n.º 3. Jesus Messias, Save us!. | Música orquestal (sinfonía)               | 16:00    |
| 1985-87 | Sinfonía n.º 4, Prayer, para mezzo-soprano, trompeta, tam-tam y piano.                                                                                       | Música orquestal (sinfonía)               | 08:00    |
| 1986    | Sonata para piano n.º 5. | Música solista (piano)                    | 17:00    |
| 1988    | Sonata para piano n.º 6. | Música solista (piano)                    | 08:00    |
| 1989/90 | Sinfonía n.º 5, Amen, para oboe, trompeta, tuba, violín y percusión.                                                                                         | Música orquestal (sinfonía)               | 10:00    |

- Datos: Q255300